# Nicola Crapsi
Nicola Crapsi (Santa Croce di Magliano, 14 gennaio 1899 – Roma, 23 settembre 1965) è stato un politico e sindacalista italiano, eletto nella IV legislatura alla Camera dei deputati.

## Biografia
Nacque in una famiglia contadina da Matteo e Camilla. Trascorse la gioventù lavorando nei campi di famiglia, frequentando la scuola elementare senza conseguirne il diploma. Nel 1913 si trasferì a Roma per lavoro, venendo assunto dalla sede romana della Isotta Fraschini. Rientrato nel paese natale si avvicinò alle idee socialiste formandosi da autodidatta. Allo scoppio della prima guerra mondiale venne inviato al fronte nel 1916 come appartenente alla classe del '99. Al termine del conflitto si dedicò alla passione politica, e fu eletto sindaco del suo paese natale nel 1921. L'anno precedente fu intanto arrestato una prima volta per attività sovversive.
Nel 1922 il consiglio comunale venne esautorato dalle forze fasciste e Crapsi si ritirò nella clandestinità politica. Nel 1926 si iscrisse al Partito Comunista d'Italia. Nel 1930 si trasferì a Giulianova in cerca di occupazione, chiedendo nel 1933 l'iscrizione al Partito Nazionale Fascista per ottenere il permesso al lavoro, che gli venne negato. Nel 1939 fu a Teramo occupato in fabbrica. Al termine della seconda guerra mondiale rientrò in Molise soggiornando a Campobasso e in quel periodo venne nominato dalla sede centrale segretario provinciale del PCI.
Nel Dopoguerra fu attivo nella CGIL di Campobasso, dove nel 1950 aprì una mensa per i meno abbienti.
Eletto nel 1963 alla Camera come primo molisano nella storia; dopo il suo decesso nel settembre 1965 il partito  fece subentrare Giulio Tedeschi come rappresentante abruzzese.